# Nemor He
Nemor He är ett vattendrag i Kina. Det ligger i provinsen Heilongjiang, i den nordöstra delen av landet, omkring 330 kilometer nordväst om provinshuvudstaden Harbin.
Genomsnittlig årsnederbörd är 763 millimeter. Den regnigaste månaden är juli, med i genomsnitt 247 mm nederbörd, och den torraste är januari, med 8 mm nederbörd.